# Academia Militar Batalla de Las Carreras
La Academia Militar Batalla de Las Carreras (Siglas AMBC, oficialmente Academia Militar del Ejército de República Dominicana Batalla de las Carreras; anteriormente conocida como Academia Militar de las Fuerzas Armadas por sus siglas AMFA) es una escuela militar de la República Dominicana creada en 1956. Los alumnos de la Academia reciben el nombre de cadetes, y a los graduados se los suele llamar «Héroes», a causa del color del uniforme y la frase que dice: Solo los Héroes se visten de blanco, que es uniforme habitual para las graduaciones en ese país.
La academia se localiza en San Isidro, Santo Domingo Este, en un emplazamiento cercano a la Base Aérea de San Isidro, aproximadamente 18 km al este del centro de la ciudad de Santo Domingo. El terreno ocupa una superficie de 10 km², por lo que constituye una de las academias más grandes en República Dominicana . Su equipamiento incluye una pista de obstáculo, una piscina y campo de tiro para artillería, además de los edificios académicos y las comodidades habituales de un campus universitario. Detrás se encuentra la Dirección General de Educación, Capacitación y Entrenamiento Militar del Ejército de República Dominicana (DGECEM), lugar para la capacitación militar de ese país; además de ser en lugar que entrena más de 1,500 soldados anualmente para las filas del Ejército de República Dominicana.

## Historia
La Antigua y majestuosa edificación que alberga a la Academia Militar del Ejército de República Dominicana “Batalla de las Carreras” fue construida hacia finales del año 1955, pero no fue sino en septiembre de 1956 cuando se iniciaron sus labores como institución dedicada a la instrucción militar. 
La Academia honra con su nombre a una de las batallas decisivas en la lucha por nuestra Independencia Nacional, en la cual como en otras heroicas batallas, el pueblo dominicano demostró su valentía y capacidad de combate al derrotar al ejército haitiano.
La Batalla de las Carreras, tuvo como escenario la margen oriental del río Ocoa, y la misma aconteció entre el 19 y el 22 de abril de 1849.
La Academia Militar, en sus siete décadas de existencia ha tenido varios nombres, la primera denominación fue Academia Militar de la Aviación Dominicana, conocida así hasta el año 1958. A partir de entonces, recibió el nombre de Academia Militar Batalla de las Carreras de la Aviación Militar Dominicana hasta el 1968, Mediante la ley n.º 300, de fecha 17 de abril de 1968, el más importante centro de educación militar de la época, empezó a llamársele Academia Militar de las Fuerzas Armadas “Batalla de las Carreras”, hasta que mediante oficio n.º 13371, y sus anexos de fecha 6 de mayo de 2008, del Sr. Secretario de Estado de las Fuerzas Armadas, pasó a denominarse Academia Militar del Ejército Nacional “Batalla de las Carreras”.
A partir de la promulgación de la Ley Orgánica de las FF. AA 139-13, pasó a llamarse Academia Militar del Ejército de República Dominicana "Batalla de las Carreras".

## Estudios Superiores
La Academia Militar Batalla de las Carreras, del Ejército de República Dominicana, es un recinto universitario, dependiente del Instituto Superior para la Defensa “INSUDE”. Su oferta es un programa a nivel de grado, que otorga a los egresados una Licenciatura en Ciencias Militares, dirigida por el Departamento de Grado y avalada por el Ministerio de Educación Superior Ciencia y Tecnología “MESCYT”.
Este programa divide las cátedras recibidas por los Cadetes en dos vertientes, Cultura General e Instrucción Militar. En lo concerniente a Cultura General, los Cadetes cursantes reciben asignaturas básicas que les permiten reforzar el conocimiento general en campos como el derecho, administración, contabilidad, economía, sociología, psicología, matemáticas, español, inglés, francés, creole, historia y geografía, entre otras áreas del conocimiento. En cuanto a la Instrucción Militar, la misma está dirigida a desarrollar en el Cadete el conocimiento, las habilidades y destrezas, que le permitan inicialmente recibir la formación militar básica y posteriormente, luego de superado el período propedéutico, capacitarle como líder de unidades tamaño pelotón, que sería la equivalente al grado de Segundo Teniente con que egresan de la academia, luego de haber sido facultados para el ejercicio del mando. 
La carrera tiene una duración de cuatro (4) años y tres (3) meses. Divididos en ocho (8) semestres, con un período propedéutico de tres (3) meses. 
La Academia Militar “Batalla de las Carreras”, ofrece una serie de beneficios y facilidades que no conllevan costo alguno para el cadete, lo cual unido a la calidad de su programa académico, dirigido por educadores de incuestionable formación profesional, han hecho de la Academia Militar “Batalla de las Carreras”, el centro de formación militar de mayor prestigio y tradición de la República Dominicana, donde se ha formado por más de (5) décadas a oficiales de diferentes ramas de las Fuerzas Armadas Dominicanas.

## Himno de La Academia Militar Batalla De Las Carreras
¡Salve Batalla De Las Carreras!
El Valor Y Heroísmo Tenaz
En Tu Nombre Glorioso Reflejas, Del Soldado Que Dio La Libertad.
¡Salve Casa De Estudios Militares!,Tu Eres Norte Que Señalas El Sendero
Donde Venimos Con Deberes Ciudadanos, A Forjarnos En Tu Fragua De Acero.
La Academia En Su Seno Te Acoge
Juventud Con Supremo Ideal,
Eres fuente y vigor donde nace, 
La Garantía de la Paz Nacional.

Adelante Cadetes Adelante, Prometedle A La Patria Lealtad, 
Por La Gloria De Las Fuerzas Armadas, Que Es Baluarte De Paz Y Libertad

## Procedimiento de Admisión
Cada año se realiza una convocatoria a través de los diferentes medios de comunicación, donde los jóvenes aspirantes son convocados y evaluados en nuestras instalaciones entre los meses de junio a septiembre. Durante este proceso de evaluación, los jóvenes aspirantes son sometidos a una serie de pruebas académicas, físicas, médicas y psicológicas, siendo incorporados como Aspirantes a Cadetes, los candidatos que resulten aprobados.
Las inscripciones y evaluaciones están a cargo del Departamento de Admisiones de la Academia Militar del Ejército de República Dominicana “Batalla de las Carreras”.
Los requisitos para ingresar como Cadete del Ejército de República Dominicana son los siguientes:
- Ser dominicano (nacimiento u origen).
- Tener menos de 21 años.
- Ser soltero (a).
- No tener hijos (a).
- Tener un mínimo de 5 pies y 6 pulgadas y un peso no menor a las 120 libras.
- Ser bachiller.
- No pertenecer a ninguna militancia política.
- No haber cumplido ningún tipo de condena judicial.
- No haber pertenecido anteriormente a ninguna institución armada o la Policía Nacional.
- En el caso de estudiantes extranjeros que sean becados, el departamento de admisión de la Academia Militar "Batalla de Las Carreras", vía la Comandancia del Ejército de República Dominicana, se encargará del proceso de admisión en su totalidad.